# Österreichisches Warmblut
Das Österreichische Warmblut ist eine Warmblüter-Pferderasse, die auf das Altösterreichische Warmblut zurückgeht.
Hintergrundinformationen zur Pferdebewertung und -zucht finden sich unter: Exterieur, Interieur und Pferdezucht.

## Exterieur
Österreichische Warmblüter haben ein eher uneinheitliches Exterieur. Im Allgemeinen weisen sie die gleichen Merkmale wie die Deutschen Reitpferde auf. Man strebt ein mittelgroßes, praktisches Sportpferd an, das sich für Dressur und Springen eignet.

## Zuchtgeschichte
Die Warmblutzucht Österreichs unterlag von jeher wechselnden Strömungen und war stark von Importen abhängig. In der Donaumonarchie waren Ungarn, Böhmen und Mähren die Hauptlieferanten für Militär und Zivil.
Das Altösterreichische Warmblut wurde Ende des 18. Jahrhunderts durch Gründung eines Militär-Gestütspferdeschlages durch Joseph von Cavallar, von Kaiser Joseph II. beauftragt, begründet. Die Halbblutzucht wurde hier mit verschiedenen Stämmen betrieben, zu welchen vor allem Furioso-North Star, Nonius, Przedswit, Gidran und Dahoman zählten. Rasch entwickelten sich zahlreiche Staatsgestüte der k.u.k.-Monarchie, das bedeutendste Gestüt war Radautz im heutigen Rumänien.
Nach dem Ersten Weltkrieg wurden 1918 die Radautzer Pferde nach Österreich überführt; ein großer Anteil musste aber auch nach Ungarn und Tschechien abgegeben werden. Im Gestüt in Piber sammelten sich hier 40–50 Stuten von Nonius und Furioso. Im Jahre 1938 mussten die Stuten aus Piber, das nun Remontenamt wurde, abgegeben werden.
Nach 1945 wurde im Bundesgestüt Piber und im Bundeshengstenstallamt Stadl-Paura der Restbestand der traditionellen Rassen aufbewahrt. In Piber befanden sich zu diesem Zeitpunkt noch 40 Mutterstuten. Moderne Zielsetzungen erforderten die Reduktion des alten Bestandes und den vermehrten Einsatz importierter Hengste, die fast ausschließlich aus Deutschland stammten, darunter der Hannoveraner-Hengst Ferdinand.
Im Jahr 1983 wurde die Warmblutherde in Piber aufgelöst.
Heute hat die österreichische Warmblutzucht nur noch wenige Zuchtpferde mit altösterreichischen Blutanteilen. Einige Zuchtstuten wurden aus Deutschland zugekauft. 1985 betrug der Bestand an österreichischen Warmblutstuten 2668 von insgesamt 14098 Stuten. Die Zucht des österreichischen Warmblutes beruhte in der Folge im Wesentlichen auf dem Hengstenstallamt in Stadl-Paura, das Hengste für die drei wichtigsten österreichischen Rassen, den Haflinger, den Noriker sowie das österreichische Warmblut zur Verfügung stellte. Nachdem im Jahr 1994 auch das Bundeshengstdepot in Stadl-Paura geschlossen worden war, wurden die Staatshengste von Landeszuchtverbänden übernommen und befinden sich heute im Wesentlichen in Privatpflege.